# Zimske olimpijske igre 2014
XXII. zimske olimpijske igre so potekale v mestu Soči v Rusiji od 7. do 23. februarja 2014. To so bile 22. zimske olimpijske igre zapovrstjo, ki so bile najdražje na svetu in prve, ki jih je gostila Rusija po razpadu Sovjetske zveze (Moskva je leta 1980 gostila poletne igre). Tekmovalci in tekmovalke so skupno tekmovali na 98-ih tekmah v 15-ih disciplinah. Te igre so bile za smučarske skoke zgodovinske, saj so prvič nastopala tudi dekleta.

## Izbira gostiteljice
Za organizacijo iger leta 2014 so se potegovala še mesta Bern, Švica; Pjongčang, Južna Koreja in Salzburg, Avstrija.
| Soči      | Rusija       | 34 | 51 |
| Pjongčang | Južna Koreja | 36 | 47 |
| Salzburg  | Avstrija     | 25 | –  |

4. julija. 2007 je Mednarodni olimpijski komite na 199. zasedanju v Gvatemali odločal o gostitelju Zimskih olimpijskih iger 2014 in izbral ruski Soči.

## Prizorišča
Olimpijski park je bil za igre zgrajen na novo v letoviškem mestu Soči v Krasnodarskem okraju ob obali Črnega morja, okrog 4 km od meje z Gruzijo.

### Olimpijski park Soči
- Bolšoj Ice Dome - hokej na ledu, 12.000 gledalcev
- Šajba Arena - hokej na ledu, 7000 gledalcev
- Adler Arena Center - drsanje, 8000 gledalcev
- Iceberg Skating Palace - umetnostno drsanje, kratki progi hitro drsanje, 12.000 gledalcev
- Ice Cube Curling Center, 3000 gledalcev
- Fišt Olimpijski stadion - ceremonije za 40.000 gledalcev
- Glavna olimpijska vas
- Mednarodni RTV center

### Krasnaja poljana
Krasnaja poljana je gostila tekme v alpskem smučanju, smučarskih skokih ipd.
- Soči Biathlon & Ski Complex – biatlon, smučarski teki, nordijska kombinacija (teki)
- Soči Freestyle Skiing Center and Snowboard Park – smučanje prostega sloga in snowboarding
- Roza Hutor Alpine Resort – alpsko smučanje
- Sliding Center Sanki– bob, skiatlon
- RusSki Gorki Jumping Center – smučarski skoki in nordijska kombinacija (skoki)
- Roza Hutor Plateau

## Simboli
Logotip iger je za razliko od logotipov prejšnjih iger minimalističen, brez risarskih elementov, sestavljajo ga le napis »sochi 2014.ru« in olimpijski krogi. Ob tem sta beseda »sochi« in številka 2014 postavljeni tako, da delujeta kot zrcalni sliki, kar naj bi ponazarjalo kontrastnost ruskega ozemlja, predvsem samega Sočija na meji med Črnim morjem in Kavkazom. .ru je vrhnja internetna domena za Rusijo.
Rusi so z glasovanjem med vsemi predlogi izbrali peterico maskot - severnega medveda, zajca, leoparda, snežinko in lučko.

## Sodelujoče države
Države, ki so sodelovale na Zimskih olimpijskih igrah, so prikazane v spodnji tabeli. V oklepaju je zapisano, koliko tekmovalcev je imela posamezna država.
Na teh Olimpijskih igrah je sodelovalo rekordnih 88 držav, največ v zgodovini dotedanjega prirejanja Zimskih olimpijskih iger, tekmovalcev pa je bilo več kot 2.500.
Zimskih iger so se prvič udeležili športniki iz Dominike, Malte, Paragvaja, Vzhodnega Timorja, Toga, Tonge in Zimbabveja.
| \| - Albanija (2) - Andora (6) - Argentina (7) - Armenija (4) - Avstralija (61) - Avstrija (130) - Azerbajdžan (4) - Belorusija (24) - Belgija (7) - Bermuda (1) - Bosna in Hercegovina (5) - Brazilija (14) - Britanski Deviški otoki (1) - Bolgarija (18) - Kanada (222) - Kajmanji otoki (1) - Čile (6) - Kitajska (66) - Hrvaška (11) - Ciper (2) - Češka (85) - Danska (12) \| - Dominika (2) - Estonija (24) - Finska (103) - Francija (105) - Gruzija (4) - Nemčija (152) - Združeno kraljestvo (62) - Grčija (7) - Hongkong (1) - Madžarska (16) - Islandija (5) - Iran (5) - Irska (5) - Izrael (5) - Italija (113) - Jamajka (2) - Japonska (113) - Kazahstan (52) - Kirgizistan (1) - Južna Koreja (70) - Latvija (58) \| - Libanon (2) - Lihtenštajn (4) - Litva (9) - Luksemburg (1) - Makedonija (3) - Malta (1) - Mehika (1) - Moldavija (4) - Monako (5) - Mongolija (2) - Črna gora (2) - Maroko (2) - Nepal (1) - Nizozemska (41) - Nova Zelandija (15) - Norveška (134) - Pakistan (1) - Paragvaj (1) - Peru (3) - Filipini (1) - Poljska (59) - Portugalska (2) \| - Romunija (24) - Rusija (225) - San Marino (2) - Srbija (10) - Slovaška (62) - Slovenija (66) - Španija (21) - Švedska (106) - Švica (168) - Tadžikistan (1) - Tajska (2) - Vzhodni Timor (1) - Togo (2) - Tonga (1) - Turčija (6) - Ukrajina (43) - ZDA (230) - Uzbekistan (3) - Venezuela (1) - Ameriški Deviški otoki (1) - Zimbabve (1) \| | | | |
| - Albanija (2) - Andora (6) - Argentina (7) - Armenija (4) - Avstralija (61) - Avstrija (130) - Azerbajdžan (4) - Belorusija (24) - Belgija (7) - Bermuda (1) - Bosna in Hercegovina (5) - Brazilija (14) - Britanski Deviški otoki (1) - Bolgarija (18) - Kanada (222) - Kajmanji otoki (1) - Čile (6) - Kitajska (66) - Hrvaška (11) - Ciper (2) - Češka (85) - Danska (12) | - Dominika (2) - Estonija (24) - Finska (103) - Francija (105) - Gruzija (4) - Nemčija (152) - Združeno kraljestvo (62) - Grčija (7) - Hongkong (1) - Madžarska (16) - Islandija (5) - Iran (5) - Irska (5) - Izrael (5) - Italija (113) - Jamajka (2) - Japonska (113) - Kazahstan (52) - Kirgizistan (1) - Južna Koreja (70) - Latvija (58) | - Libanon (2) - Lihtenštajn (4) - Litva (9) - Luksemburg (1) - Makedonija (3) - Malta (1) - Mehika (1) - Moldavija (4) - Monako (5) - Mongolija (2) - Črna gora (2) - Maroko (2) - Nepal (1) - Nizozemska (41) - Nova Zelandija (15) - Norveška (134) - Pakistan (1) - Paragvaj (1) - Peru (3) - Filipini (1) - Poljska (59) - Portugalska (2) | - Romunija (24) - Rusija (225) - San Marino (2) - Srbija (10) - Slovaška (62) - Slovenija (66) - Španija (21) - Švedska (106) - Švica (168) - Tadžikistan (1) - Tajska (2) - Vzhodni Timor (1) - Togo (2) - Tonga (1) - Turčija (6) - Ukrajina (43) - ZDA (230) - Uzbekistan (3) - Venezuela (1) - Ameriški Deviški otoki (1) - Zimbabve (1) |

| - Albanija (2) - Andora (6) - Argentina (7) - Armenija (4) - Avstralija (61) - Avstrija (130) - Azerbajdžan (4) - Belorusija (24) - Belgija (7) - Bermuda (1) - Bosna in Hercegovina (5) - Brazilija (14) - Britanski Deviški otoki (1) - Bolgarija (18) - Kanada (222) - Kajmanji otoki (1) - Čile (6) - Kitajska (66) - Hrvaška (11) - Ciper (2) - Češka (85) - Danska (12) | - Dominika (2) - Estonija (24) - Finska (103) - Francija (105) - Gruzija (4) - Nemčija (152) - Združeno kraljestvo (62) - Grčija (7) - Hongkong (1) - Madžarska (16) - Islandija (5) - Iran (5) - Irska (5) - Izrael (5) - Italija (113) - Jamajka (2) - Japonska (113) - Kazahstan (52) - Kirgizistan (1) - Južna Koreja (70) - Latvija (58) | - Libanon (2) - Lihtenštajn (4) - Litva (9) - Luksemburg (1) - Makedonija (3) - Malta (1) - Mehika (1) - Moldavija (4) - Monako (5) - Mongolija (2) - Črna gora (2) - Maroko (2) - Nepal (1) - Nizozemska (41) - Nova Zelandija (15) - Norveška (134) - Pakistan (1) - Paragvaj (1) - Peru (3) - Filipini (1) - Poljska (59) - Portugalska (2) | - Romunija (24) - Rusija (225) - San Marino (2) - Srbija (10) - Slovaška (62) - Slovenija (66) - Španija (21) - Švedska (106) - Švica (168) - Tadžikistan (1) - Tajska (2) - Vzhodni Timor (1) - Togo (2) - Tonga (1) - Turčija (6) - Ukrajina (43) - ZDA (230) - Uzbekistan (3) - Venezuela (1) - Ameriški Deviški otoki (1) - Zimbabve (1) |

## Slovenija na Zimskih Olimpijskih igrah 2014
Slovensko odpravo je sestavljalo 66 športnikov in športnic, ki so tekmovali v 12 disciplinah. Medalji s prejšnjih Olimpijskih iger je branila Tina Maze. Vodja delegacije je bila Petra Majdič, ki je v Vancouvru osvojila bronasto medaljo, zastavonoša na otvoritveni slovesnosti pa je bil kapetan hokejske reprezentance Tomaž Razingar. Slovenska odprava je bila najštevilčnejša od dotedanjih zimskih olimpijskih iger, predvsem na račun petindvajsetčlanke hokejske reprezentance, ki se ji je prvič v samostojni Sloveniji uspelo kvalificirati za olimpijski turnir.
Za prenos smučarskih skokov (že tretjič zapored) je iz olimpijskih prizorišč skrbela posebna ekipa RTV Slovenija. Prav tako je za pripravo skakalnic skrbela posebna skupina dvaindvajsetih Slovencev, ki je tudi sicer sodelovala pri izvedbi tekmovanja v slovenski Planici.
Igre je Slovenija zaključila na drugem mestu mestu glede na število medalj na prebivalca ter na prvem mestu glede na BDP/medaljo.

## Medalje
| Poz             | NOC                 | Zlato | Srebro | Bron | Skupaj |
| 1               | Norveška            | 11    | 5      | 10   | 26     |
| 2               | Kanada              | 10    | 10     | 5    | 25     |
| 3               | ZDA                 | 9     | 7      | 12   | 28     |
| 4               | Rusija              | 9     | 3      | 8    | 20     |
| 5               | Nizozemska          | 8     | 7      | 9    | 24     |
| 6               | Nemčija             | 8     | 6      | 5    | 19     |
| 7               | Švica               | 6     | 3      | 2    | 11     |
| 8               | Belorusija          | 5     | 0      | 1    | 6      |
| 9               | Avstrija            | 4     | 8      | 5    | 17     |
| 10              | Francija            | 4     | 4      | 7    | 15     |
| 11              | Poljska             | 4     | 1      | 1    | 6      |
| 12              | Kitajska            | 3     | 4      | 2    | 9      |
| 13              | Južna Koreja        | 3     | 3      | 2    | 8      |
| 14              | Švedska             | 2     | 7      | 6    | 15     |
| 15              | Češka               | 2     | 4      | 2    | 8      |
| 16              | Slovenija           | 2     | 2      | 4    | 8      |
| 17              | Japonska            | 1     | 4      | 3    | 8      |
| 18              | Finska              | 1     | 3      | 1    | 5      |
| 19              | Združeno kraljestvo | 1     | 1      | 2    | 4      |
| 20              | Ukrajina            | 1     | 0      | 1    | 2      |
| 21              | Slovaška            | 1     | 0      | 0    | 1      |
| 22              | Italija             | 0     | 2      | 6    | 8      |
| 23              | Latvija             | 0     | 2      | 2    | 4      |
| 24              | Avstralija          | 0     | 2      | 1    | 3      |
| 25              | Hrvaška             | 0     | 1      | 0    | 1      |
| 26              | Kazahstan           | 0     | 0      | 1    | 1      |
| Total (26 NOCs) | Total (26 NOCs)     | 95    | 89     | 98   | 282    |

(Datum: 7. januar 2018, po 98 od 98 dogodkov); obarvana država gostiteljica
Dve zlati medalji, ena za Slovenijo in ena za Švico, sta bili podeljeni za deljeno prvo mesto v ženskem olimpijskem smuku, kar je prvo deljeno zlato v zgodovini olimpijskega alpskega smučanja. V tem primeru niso podelili srebrne medalje. Dve bronasti medalji, eno za Kanado in eno za ZDA, so podelili za tretje mesto v moškem superveleslalomu.

## Razvrstitev udeleženk glede naBDP/medaljo
| Poz | Država     | Zlato | Srebro | Bron | Skupaj |
| 1   | Slovenija  | 2     | 2      | 4    | 8      |
| 2   | Latvija    | 0     | 2      | 2    | 4      |
| 3   | Belorusija | 5     | 0      | 1    | 6      |
| 4   | Norveška   | 11    | 5      | 10   | 26     |
| 5   | Avstrija   | 4     | 8      | 5    | 17     |
| 6   | Češka      | 2     | 4      | 2    | 8      |
| 7   | Nizozemska | 8     | 7      | 9    | 24     |
| 8   | Švedska    | 2     | 7      | 6    | 15     |
| 9   | Finska     | 1     | 3      | 1    | 5      |
| 10  | Rusija     | 13    | 11     | 9    | 33     |

## Spored
| OT | Otvoritev | ● | Kvalifikacije | 1 | Št. tekem | GE | Gala ekshibicija | ZK | Zaključek |

| Februar                | 6.2. Čet | 7.2. Pet | 8.2. Sob | 9.2. Ned | 10.2. Pon | 11.2. Tor | 12.2. Sre | 13.2. Čet | 14.2. Pet | 15.2. Sob | 16.2. Ned | 17.2. Pon | 18.2. Tor | 19.2. Sre | 20.2. Čet | 21.2. Pet | 22.2. Sob | 23.2. Ned | Tekme |
| ---------------------- | -------- | -------- | -------- | -------- | --------- | --------- | --------- | --------- | --------- | --------- | --------- | --------- | --------- | --------- | --------- | --------- | --------- | --------- | ----- |
| Ceremonija             |          | OT       |          |          |           |           |           |           |           |           |           |           |           |           |           |           |           | ZK        |       |
| Alpsko Smučanje        |          |          |          | 1        | 1         |           | 1         |           | 1         | 1         | 1         |           | 1         | 1         |           | 1         | 1         |           | 10    |
| Biatlon                |          |          | 1        | 1        | 1         | 1         |           | 1         | 1         |           | 1         | 1         |           | 1         |           | 1         | 1         |           | 11    |
| Bob                    |          |          |          |          |           |           |           |           |           |           | ●         | 1         | ●         | 1         |           |           | ●         | 1         | 3     |
| Smučarski teki         |          |          | 1        | 1        |           | 2         |           | 1         | 1         | 1         | 1         |           |           | 2         |           |           | 1         | 1         | 12    |
| Curling                |          |          |          |          | ●         | ●         | ●         | ●         | ●         | ●         | ●         | ●         | ●         | ●         | 1         | 1         |           |           | 2     |
| Umetnostno drsanje     | ●        |          | ●        | 1        |           | ●         | 1         | ●         | 1         |           | ●         | 1         |           | ●         | 1         |           | GE        |           | 5     |
| Smučarski kros         | ●        |          | 1        |          | 1         | 1         |           | 1         | 1         |           |           | 1         | 1         |           | 2         | 1         |           |           | 10    |
| Hokej                  |          |          | ●        | ●        | ●         | ●         | ●         | ●         | ●         | ●         | ●         | ●         | ●         | ●         | 1         | ●         | ●         | 1         | 2     |
| Sankanje               |          |          | ●        | 1        | ●         | 1         | 1         | 1         |           |           |           |           |           |           |           |           |           |           | 4     |
| Nordijska kombinacija  |          |          |          |          |           |           | 1         |           |           |           |           |           | 1         |           | 1         |           |           |           | 3     |
| Skupinsko drsanje      |          |          |          |          | 1         |           |           | 1         |           | 2         |           |           | 1         |           |           | 3         |           |           | 8     |
| Skiatlon               |          |          |          |          |           |           |           | ●         | 1         | 1         |           |           |           |           |           |           |           |           | 2     |
| Smučarski skoki        |          |          | ●        | 1        |           | 1         |           |           | ●         | 1         |           | 1         |           |           |           |           |           |           | 4     |
| Deskanje na snegu      | ●        |          | 1        | 1        |           | 1         | 1         |           |           |           | 1         | 1         |           | 2         |           |           | 2         |           | 10    |
| Drsanje                |          |          | 1        | 1        | 1         | 1         | 1         | 1         |           | 1         | 1         |           | 1         | 1         |           | ●         | 2         |           | 12    |
| Število tekem - dnevno |          |          | 5        | 8        | 5         | 8         | 6         | 6         | 6         | 7         | 5         | 6         | 5         | 8         | 6         | 7         | 7         | 3         | 98    |
| Tekme - Skupaj         |          |          | 5        | 13       | 18        | 26        | 32        | 38        | 44        | 51        | 56        | 62        | 67        | 75        | 81        | 88        | 95        | 98        |       |
| Februar                | 6.2. Čet | 7.2. Pet | 8.2. Sob | 9.2. Ned | 10.2. Pon | 11.2. Tor | 12.2. Sre | 13.2. Čet | 14.2. Pet | 15.2. Sob | 16.2. Ned | 17.2. Pon | 18.2. Tor | 19.2. Sre | 20.2. Čet | 21.2. Pet | 22.2. Sob | 23.2. Ned | Tekme |